# N'-폼일키뉴레닌
N′-폼일키뉴레닌(영어: N′-formylkynurenine)은 트립토판의 분해 대사 과정에서의 대사 중간생성물이다. N′-폼일키뉴레닌은 키뉴레닌의 폼일화된 유도체이다. N′-폼일키뉴레닌의 형성은 헴 다이옥시제네이스에 의해 촉매된다.

## 같이 보기
- 키뉴레닌
- 인돌아민 2,3-다이옥시제네이스